# Charles Joseph Léger
Charles Joseph Léger, né le 19 octobre 1877 à Marseille et mort au front le 17 août 1917 à Mont-Notre-Dame, est un jardinier et militant anarchiste français. Il est surtout connu pour avoir été arrêté en 1894 en train de confectionner des engins explosifs éventuellement destinés à un attentat anarchiste.
Suite à sa libération, il rejoint Paris, se marie, et meurt au front pendant la Première Guerre mondiale. Sa photographie policière, prise par le service d'Alphonse Bertillon, fait partie des collections du Metropolitan Museum of Art (MET) à New York.

## Biographie
Charles Joseph Ferdinand Léger naît à Marseille le 19 octobre 1877,, ou le 15 juin 1877. Il est orphelin et se voit donc accueillir par des membres de sa famille à Lyon,. Son tuteur légal est Victor Doullens, résidant rue de Cambronne à Paris. 
En juillet 1893, Doullens le place à la ferme-école de Beaufroy, tout proche de Mirecourt, dans les Vosges. Dans cet établissement, il aurait alors reçu de deux condisciples des enseignements anarchistes,,. L'un d'entre eux aurait été renvoyé de la ferme-école précédemment pour vol et, rendu à Nancy, y serait devenu anarchiste. De retour dans l'établissement, ce militant aurait influencé Léger à son tour. Léger aurait notamment admiré Ravachol pendant cette période. 

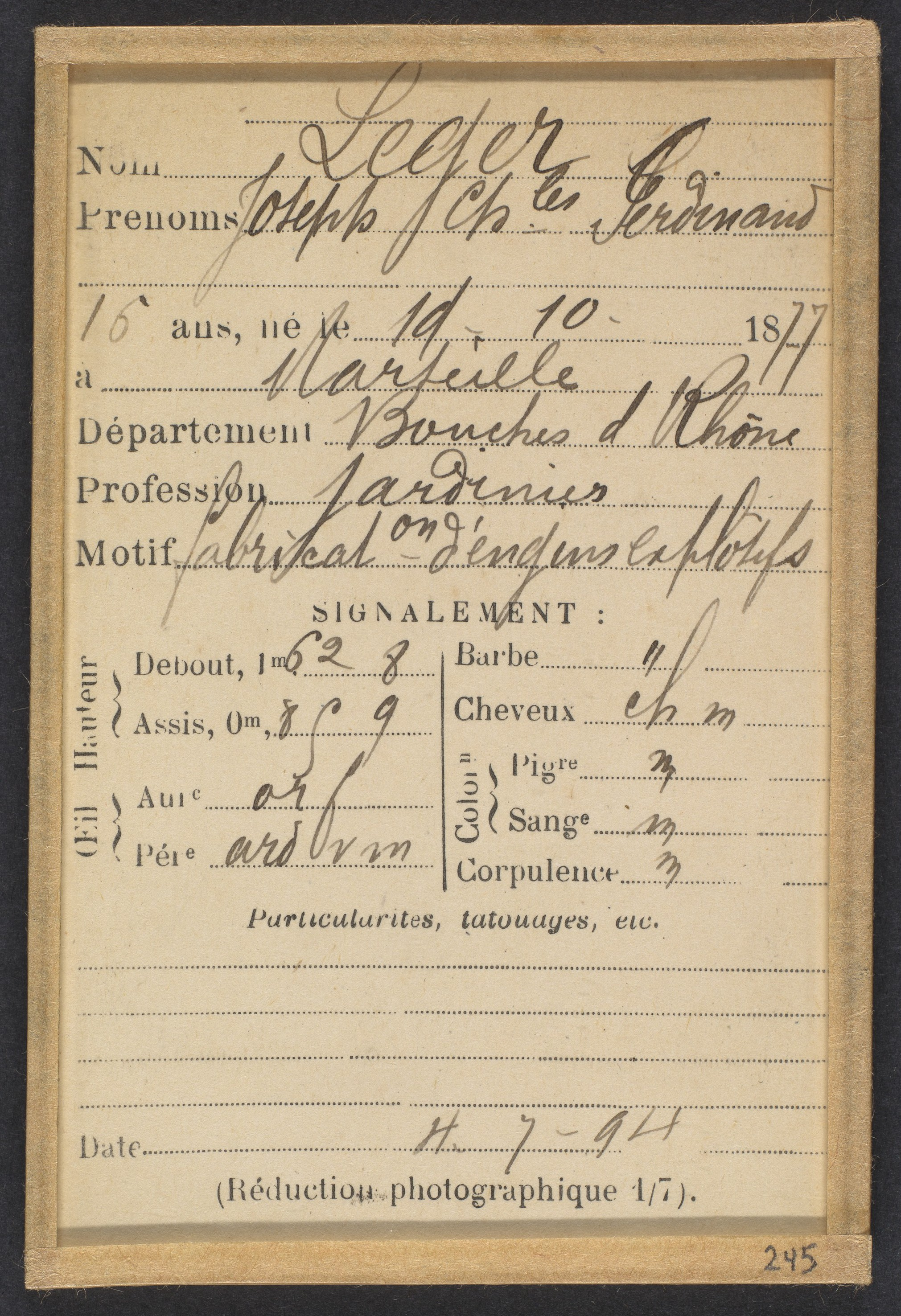
Fichier Bertillon sur Léger (1894)

Le 11 avril 1894, Léger, noté comme personne parlant très peu et solitaire, abandonne subitement sa ferme-école,,. Il falsifie des certificats de scolarité et se fait embaucher comme jardinier par un propriétaire à la Varenne-Saint-Hilaire,,. Dans ce premier emploi, Léger est mutique et solitaire,,, il aurait déclaré à d'autres jardiniers qu'il « fallait tout tuer, tout renverser, s'affranchir des patrons, ne pas reculer devant le meurtre ». Ces éléments le font être dénoncé à la police,,,,. 
Le 2 juillet 1894, dans les répressions suivant l'assassinat de Sadi Carnot, président de la République française, par Sante Caserio à Lyon, il est arrêté puis perquisitionné,,,,. Lorsque deux gendarmes se présentent chez son patron pour l'arrêter, celui-ci refuse dans un premier temps, le considérant comme un bon employé et pensant qu'il s'agit d'une erreur - il va presque jusqu'à renvoyer les gendarmes - mais, face à leur insistance, les laisse passer. Léger est arrêté alors qu'il est en train de s'occuper de haricots puis emmené au commissariat de Joinville-le-Pont sans résister.  
Chez lui, les autorités trouvent une bombe qu'il a confectionné, de l'acide sulfurique et d'autres produits servant à faire des bombes,. Léger admet être anarchiste mais avoir voulu utiliser la bombe pour essayer de retourner la terre dans des travaux de jardinage,,. Il est condamné à de la prison ferme et le service de Bertillon fait une photographie de lui,. 
Suite à sa libération, en 1896, il rejoint Paris et continue d'être fiché comme anarchiste,.  En 1905, il épouse la couturière Marie Émilie Schumacher à Saint-Bonnet-le-Troncy,. 
Il meurt au front pendant la Première Guerre mondiale, à Mont-Notre-Dame, le 17 août 1917,. 

## Postérité

### Photographie policière
Sa photographie policière fait partie des collections du Metropolitan Museum of Art (MET).